# Список самых высоких зданий Кувейта

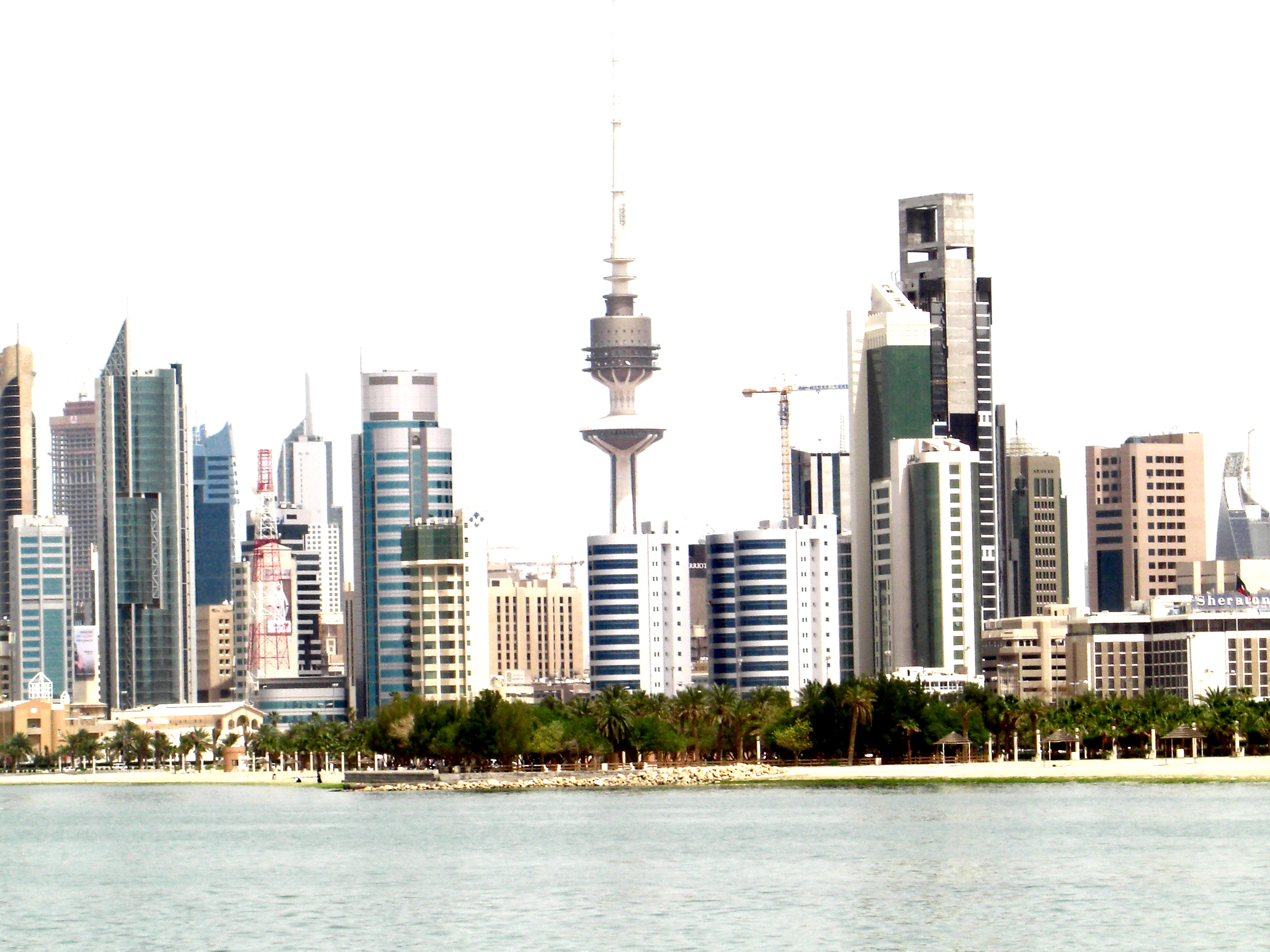
Скайлайн города Эль-Кувейт в 2008 году.

Список самых высоких зданий Кувейта — перечень самых высоких зданий страны.

## Список
В этом списке приведены небоскрёбы Кувейта с высотой от 150 метров, основанные на стандартных измерениях высоты. Эта высота включает шпили и архитектурные детали, но не включает антенны радиовышек и башен. В столбце «Год» означает год, в котором здание было завершено.
| Здание                              | Фото | Высота м | Этажность | Город      | Год постройки | Примечания |
| ----------------------------------- | ---- | -------- | --------- | ---------- | ------------- | ---------- |
| Башня Аль-Хамра                     |      | 413      | 80        | Эль-Кувейт | 2011          |            |
| Arraya Tower                        |      | 300      | 60        | Эль-Кувейт | 2009          |            |
| NBK Tower                           |      | 300      | 61        | Эль-Кувейт | 2019          |            |
| United Tower                        |      | 240      | 60        | Эль-Кувейт | 2011          |            |
| Здание Центрального банк Кувейта    |      | 239      | 41        | Эль-Кувейт | 2013          |            |
| Al Tijaria Tower                    |      | 218      | 41        | Эль-Кувейт | 2009          |            |
| Abdul Aziz Al Babtain Cultural Waqf |      | 189      | 42        | Эль-Кувейт | 2010          |            |
| Business Town Tower 5               |      | 184      | 39        | Эль-Кувейт | 2011          |            |
| Dar Al Awadi Tower                  |      | 171      | 35        | Эль-Кувейт | 2005          |            |
| Panasonic Tower                     |      | 167      | 34        | Эль-Кувейт | 2009          |            |
| Al Jon Tower                        |      | 160      | 40        | Эль-Кувейт | 2007          |            |
| Al Jawhara Tower                    |      | 160      | 27        | Эль-Кувейт | 2008          |            |
| Arabiya Tower                       |      | 150      | 34        | Эль-Кувейт | 2009          |            |

## Утверждённые к строительству
В списке перечислены строящиеся здания которые как планируется превысят планку в 80 метров.
| Здание                           | Высота м | Этажность | Город      | Год                      | Примечания |
| -------------------------------- | -------- | --------- | ---------- | ------------------------ | ---------- |
| Square Capital Tower             | 376      | 70        | Эль-Кувейт | Строительство заморожено |            |
| Intercontinental Hotel and Tower | 225      | 66        | Эль-Кувейт | Строительство заморожено |            |
| 25 February Tower                | 170      | 37        | Эль-Кувейт | Строительство заморожено |            |
| Business Town Tower 6            | 168      | 35        | Эль-Кувейт | Строительство заморожено |            |